# Handball-Regionalliga Südwest
Die Handball-Regionalliga Südwest war von 1969/70 bis 1980/81 die zweithöchste und ab 1981/82 bis zu ihrer Auflösung nach der Saison 2009/10 die dritthöchste Spielklasse im deutschen Handball-Ligensystem. Mit Beginn der Saison 2024/25 erlebt die Regionalliga Südwest eine Wiedergründung als vierthöchste Spielklasse, die von den Handballverbänden Rheinhessen (HVR), Rheinland (HVRL), Pfalz (PfHV) und Saar (HVS) organisiert wird.

## Geschichte
Die Handball-Regionalliga Südwest war eine der fünf Regionalligen, die von 1970 bis 1981 einen Aufsteiger zur 1. Bundesliga und von 1982 bis 2010 einen Aufsteiger in die 2. Handball-Bundesliga ermittelte. Die Liga wurde vom Südwestdeutschen Handballverband (SWHV) organisiert und setzte sich zuletzt aus den Landesverbänden Hessen (HHV), Pfalz (PfHV), Rheinhessen (HVR), Rheinland (HVR), Saar (HVS) und Thüringen (THV) zusammen.
Zur Saison 2010/11 wurde eine 3. Liga (Handball) eingeführt, welche die Handball-Regionalliga mit ihren fünf Staffeln ersetzte.
Vor Einführung der Regionalliga Südwest wurden die Südwestdeutschen Meister über Endrundenturniere ermittelt, dabei konnte sich der Südwestmeister für die Endrunde zur Deutschen Meisterschaft qualifizieren und von 1966/67 bis 1969/70 für die Handball Bundesliga. Mit Einführung der zweitklassigen Regionalliga war dann ebenfalls die Teilnahmeberechtigung für die Bundesliga möglich.
Mit Beginn der Saison 2024/25 wird die Oberliga Rheinland-Pfalz/Saar (RPS) in Regionalliga Südwest umbenannt. Auch die RL-Südwest wird von den Landesverbänden RPS organisiert. Die RL-SW der Männer soll mit 14 Mannschaften und die der Frauen mit 12 Mannschaften gebildet werden. Bei den Männern steigt der Meister direkt in die 3. Liga auf, während bei den Frauen sich der Meister erst über eine Aufstiegsrelegation zur 3. Liga (Frauen) qualifizieren kann. Die bisher untergeordneten RPS-Ligen sollen ebenfalls ab 2024/25 in Oberliga umbenannt werden. Es steigen so viele Mannschaften ab (maximal vier, Frauen maximal drei), bis die Staffelstärke von 14 Teams (Frauen 12 Teams) incl. zwei Aufsteigern aus den Oberligen und möglichen Absteigern aus der 3. Liga erreicht ist.

## Meister

### Meister von 1970 bis 1981 (zweitklassig)
| Saison  | RL - Südwest            |
| ------- | ----------------------- |
| 1969/70 | SG Dietzenbach          |
| 1970/71 | SG Dietzenbach          |
| 1971/72 | TV Hüttenberg           |
| 1972/73 | TSV 1846 Butzbach       |
| 1973/74 | TS Steinheim            |
| 1974/75 | SG Dietzenbach          |
| 1975/76 | TuS Eintracht Wiesbaden |

| Saison  | RL - Südwest                          |
| ------- | ------------------------------------- |
| 1976/77 | TS Steinheim 1874                     |
| 1977/78 | TSV Jahn Gensungen                    |
| 1978/79 | SG Dietzenbach                        |
| 1979/80 | VfL Heppenheim                        |
| 1980/81 | TSV Jahn Gensungen                    |
| 1981/82 | Einführung der 2. Handball-Bundesliga |

- Bis auf die Jahre 1969/70, 1976/77 und 1980/81 sind alle Südwest-Meister in die 1. Bundesliga aufgestiegen.

### Meister von 1981/82 bis 2009/10 (drittklassig)
| Saison  | RL - Südwest                        |
| ------- | ----------------------------------- |
| 1981/82 | SC Saargold Lisdorf                 |
| 1982/83 | SG Wallau/Mass. * TuS 04 Dansenberg |
| 1983/84 | TV 1890 Breckenheim                 |
| 1984/85 | VfL Heppenheim                      |
| 1985/86 | HSG Dutenhofen                      |
| 1986/87 | TV Niederwürzbach                   |
| 1987/88 | TV Gelnhausen                       |
| 1988/89 | TV Eitra                            |
| 1989/90 | TuS Eintracht Wiesbaden             |
| 1990/91 | TuS 04 Kaiserslautern-Dansenberg    |
| 1991/92 | MT Melsungen                        |
| 1992/93 | TV Nieder-Olm                       |
| 1993/94 | TSG Groß-Bieberau                   |
| 1994/95 | TSG Friesenheim                     |

| Saison    | RL - Südwest           |
| --------- | ---------------------- |
| 1995/96   | TV Altenkessel         |
| 1996/97   | ESG Gensungen/Felsberg |
| 1997/98   | TV Altenkessel         |
| 1998/99   | Eschweger TSV          |
| 1999/2000 | TV Kirchzell           |
| 2000/01   | TUSPO Obernburg        |
| 2001/02   | TV Gelnhausen          |
| 2002/03   | TSG Groß-Bieberau      |
| 2003/04   | TV Hüttenberg          |
| 2004/05   | TSG Münster            |
| 2005/06   | TV Kirchzell           |
| 2006/07   | SG Wallau/Massenheim   |
| 2007/08   | TSG Groß-Bieberau      |
| 2008/09   | HG Saarlouis           |
| 2009/10   | TV Groß-Umstadt        |

Landkarte Handball-Regionalliga. Das graue Feld umfasste den Bereich der Regionalliga Südwest bis 2010 des Südwestdt. Handballverbandes

- Alle Meister sind in die 2. Bundesliga aufgestiegen.
- 1982/83 ist der Vizemeister TuS 04 Dansenberg ebenfalls aufgestiegen.

### Meister ab 2024/25 (viertklassig)
| Saison  | Männer     | Saison  | Frauen           |
| ------- | ---------- | ------- | ---------------- |
| 2024/25 | TV Homburg | 2024/25 | DJK SF Budenheim |
| 2025/26 |            | 2025/26 |                  |

Aufsteiger in die 3. Liga fett gedruckt